# Antoni Traveria Celda
Antoni Traveria Celda   (1957 - Terrassa, 23 de maig de 2018) fou un professor universitari i periodista especialitzat en temes de Llatinoamèrica, un coneixement que va desenvolupar especialment els seus darrers anys com a director de la Fundació Casa Amèrica Catalunya.

## Activitat professional
Llicenciat en Ciències de la Informació per la Universitat Autònoma de Barcelona, va exercir a la vegada com a periodista i com a docent. Va formar part de la Junta de Govern del Col·legi de Periodistes de Catalunya en el període 2001-2004.
Com a periodista bona part de la seva trajectòria professional va estar dedicada a Ràdio Nacional d'Espanya i Televisió Espanyola a Catalunya i a les Illes Balears, on va exercir càrrecs executius, com ara, cap dels serveis informatius de RNE a Catalunya, el 1989, director de la mateixa emissora el 1990, director de comunicació de TVE a Sant Cugat, l'any 1992, o responsable de programes especials de TVE, el 1996.
Amb tot, l'etapa que li va permetre adquirir el seu coneixement dels països d'Amèrica del Sud, la seva cultura i la seva política va ser la seva estada com a corresponsal de Televisió Espanyola a Llatinoamèrica entre 1988 i 1990.
Va ser director de continguts i informació del Fòrum Universal de les Cultures 2004.

### Casa Amèrica Catalunya
Potser l'activitat que més satisfacció li va causar va ser la direcció de Casa Amèrica Catalunya immediatament després d'acabar el Fòrum de les Cultures. Va suposar la plataforma on desplegar, des de 2004 fins a la seva mort el 2018, la seva gran passió per Llatinoamèrica.
Es va incorporar al càrrec de director general del que aleshores era l'Institut Català de Cooperació Iberoamericana, una entitat que va refundar el 2006 com a Fundació Casa Amèrica Catalunya sota un patronat amb l'Ajuntament de Barcelona, la Generalitat de Catalunya, l'Agència Espanyola de Cooperació Internacional per al Desenvolupament (AECID) i els patrons de l'antic Institut. Recuperava així les essències de l'original institució creada el 1911 i que havia perdut la seva orientació inicial durant la postguerra amb l'exili o mort de bona part dels seus creadors. Amb el seu impuls esdevé un centre d'estudi, reflexió i col·laboració sobre temes del continent llatinoamericà.
En aquesta època la fundació creà el Premi Casa Amèrica a la Llibertat d'Expressió a Iberoamèrica i el Premi Joan Alsina de Drets Humans, i alhora veu reconeguda la seva activitat amb l'atorgament de la Creu de Sant Jordi, el 2011, i la Medalla d'Or al Mèrit Cívic, concedida el 2012 per unanimitat del plenari de l'Ajuntament de Barcelona "en reconeixement de la trajectòria i reforçament dels vincles entre Llatinoamèrica i Catalunya, mitjançant la cultura com a eina per conèixer i acostar les realitats d'ambdós pobles".
Va compatibilitzar la seva activitat periodística amb la docència com a professor associat a les Facultats de Ciències de la Comunicació de la UAB i de la Universitat Ramon Llull. Va ser professor del Màster de Relacions Internacionals a la Facultat de Ciències de la Comunicació de la UPF. Va escriure i col·laborar amb diversos mitjans de comunicació escrits i audiovisuals a Espanya i Amèrica Llatina.

## Persona de consens
La seva visió pacifista i de respecte envers els altres l'havia portat a ser considerat un gran mediador i aconseguidor de consensos.
El periodista, i amic personal, Pitu Abril deia d'ell que "la seva millor arma era la paraula, amb ella es guanyava la confiança de tothom i bastia ponts entre enemics irreconciliables".
Manel Vila, expert en cooperació internacional amb qui va compartir molts projectes, el descriu com un "conversador incansable, tertulià reconegut, gran periodista carregat d'informació i anècdotes de tants i tants anys de dedicació als assumptes llatinoamericans. Entre seu llegat, les entrevistes amb tots els líders polítics i totes les lideresses polítiques, les jornades sobre el paper de les dones polítiques a Amèrica del Sud, les exposicions sobre persones desaparegudes...".
En una entrevista realitzada a Traveria amb motiu del Fòrum Monterrey 2007, comentava la seva visió sobre els moviments migratoris i les identitats dels pobles:
| « | Hem de crear un entorn de tolerància, de comprensió cap a l'altre, de saber que no es té mai la veritat absoluta de res. La gent que no comparteix aquest criteri de tolerància, de convivència, de comprendre i respectar l'altre en la seva cultura, en la seva forma de pensar, és gent molt primitiva i perjudicial per a la societat. | » |

Per això explicava la seva identificació amb la idea original del Fòrum Universal de les Cultures, on hi va col·laborar durant la seva realització,
| « | ... era fer una reflexió dels actors principals del planeta, en l'àmbit cultural, en el sentit ampli del terme cultura. Era una oportunitat magnífica de reunir en un mateix lloc a gent destacada; com per exemple, en una mateixa sessió vam tenir set premis Nobel de la Pau. Aquestes persones s'ajunten, parlen i discuteixen, d'aquest diàleg neixen propostes interessants per ser traslladades als governs o a entitats com Organitzacions No Governamentals i altres actors socials. Si els intel·lectuals o la gent que influeix a la societat en els seus diferents àmbits s'ajunten i debaten sobre qüestions essencials per al futur de la humanitat, jo crec que això és una cosa meravellosa. | » |

El 2017 va ser condecorat pel govern de Brasil amb l'Orde de Rio Branco en categoria d'oficial per la seva tasca de "difusió de la riquesa cultural brasilera".